# Daya Vieja
Daya Vieja – gmina w Hiszpanii, w prowincji Alicante, we wspólnocie autonomicznej Walencja, o powierzchni 2,98 km². W 2011 roku liczyła 758 mieszkańców.